# Set It Up
Set It Up és una pel·lícula dels Estats Units del 2018 de comèdia romàntica dirigida per Claire Scanlon, amb guió de Katie Silberman, i protagonitzada per Zoey Deutch, Glen Powell i Lucy Liu.

## Sinopsi
La Harper és l'assistent de la Kirsten, una antiga periodista que ara és editora d'un lloc web d'esports. En Charlie també és assistent, però d'en Rick, que treballa a la part de finances. Tots dos treballen a la mateixa oficina i es troben un vespre, que van a buscar menjar per als seus superiors.
L'endemà, tornen a la quotidianitat de la feina, que no sempre és fàcil vist el temperament dels caps. Aleshores decideixen executar un pla per calmar-los: fer el que sigui perquè la Kirsten i en Rick es trobin i surtin junts.

## Repartiment
- Zoey Deutch: Harper Moore
- Glen Powell: Charlie Young
- Lucy Liu: Kirsten Stevens
- Taye Diggs: Richard "Rick" Otis
- Joan Smalls: Suze
- Meredith Hagner: Becca
- Pete Davidson: Duncan
- Jon Rudnitsky: Mike
- Tituss Burgess: Creepy Tim
- Noah Robbins: Intern Bo
- Jaboukie Young-White: assistent Alex